# Battletoads
 (décembre 2016).
Si vous disposez d'ouvrages ou d'articles de référence ou si vous connaissez des sites web de qualité traitant du thème abordé ici, merci de compléter l'article en donnant les références utiles à sa vérifiabilité et en les liant à la section « Notes et références ».
Battletoads est une série de jeux vidéo développée et éditée par Rare sur diverses plates-formes de jeu.

## Liste de jeux
1. Battletoads
2. Battletoads and Double Dragon: The Ultimate Team
3. Battletoads
4. Battletoads in Battlemaniacs
5. Battletoads in Ragnarok's World
6. Battletoads